# 丙利酸

丙利酮，也称为丙利酸内酯

丙利酸（英語： 或 prorenoate）是一种有机化合物，分子式为C23H32O4，为人工合成的甾体类抗鹽皮質激素，从未上市销售。